# توصيف تغذوي
التوصيف التغذوي علم يهتم بتقسيم الغذاء من خلال المكونات الغذائية فيه لتحفيز الصحة والحماية من الأمراض. الاستخدام الشائع له إنشاء نظم للتقدير الغذائي لمساعدة الناس في اختيار الأطعمة المغذية. التنوع الكبير في تصنيف الأغذية تطور من خلال منظمة الصحة ووزارة عالمية ومؤسسات التغذية. من المهم اختيار نموذج لاستخدامه في قرارات السياسة الغذائية حيث أن النماذج المختلفة تؤدي إلى مختلف التصنيفات الغذائية لنوع واحد من الغذاء.

## انظرايضا
- طعام مرذول
- بطاقة المادة الغذائية